# M-Phénylènediamine
La métaphénylènediamine, m-phénylènediamine , ou 1,3-diaminobenzène, est un composé aromatique de formule C6H4(NH2)2. C'est une diamine aromatique, l'un des trois isomères du diaminobenzène. Elle utilisée notamment pour produire des fibres aramide, des résines polyépoxyde, de l'émail d'enduction pour fils électriques ou encore des résines polyurée. Elle est également le réactif initial de la synthèse des diver composés du brun de Bismark, un colorant azoïque.
On l'obtient par hydrogénation du 1,3-dinitrobenzène.